# Абията-Шала
Абиджатта-Шалла — национальный парк в Эфиопии, в регионе Омория. Находится в 200 километрах к югу от Аддис-Абебы.

## Расположение
Национальный парк расположен в центральной части Эфиопии, в пределах Восточно-Африканской рифтовой долины. Высота парка колется от 1540 до 2075 метров. Самой высокой вершиной является гора Файк, которая расположена между двумя озерами Абията и Шалла, которые образовались во время вулканической активности кальдеры и редких землетрясений.

## Флора и фауна
Среда обитания национального парка включает в себя открытые луга, сухие саванны, засушливые кустарники и лиственные леса, в которых преобладают сеяльские акации, сенегальские акации, египетские баланитесы и сикомор.

Национальный парк также является домом для 76 видов млекопитающих, в том числе газелей Гранта, нагора, ориби, бородавочников, антилоп куду, каракалов, медоедов, восточных колобусов, трубкозубов, пятнистых гиен, клиппшпрингеров, дикобразов, догеровских павианов и черпачных шакалов. Другие виды, такие как львы, жирафы, водяные олени и буйволы, ранее находившиеся в изобилии, значительно сократили свою численность из-за изменения ареала обитания и охоты.

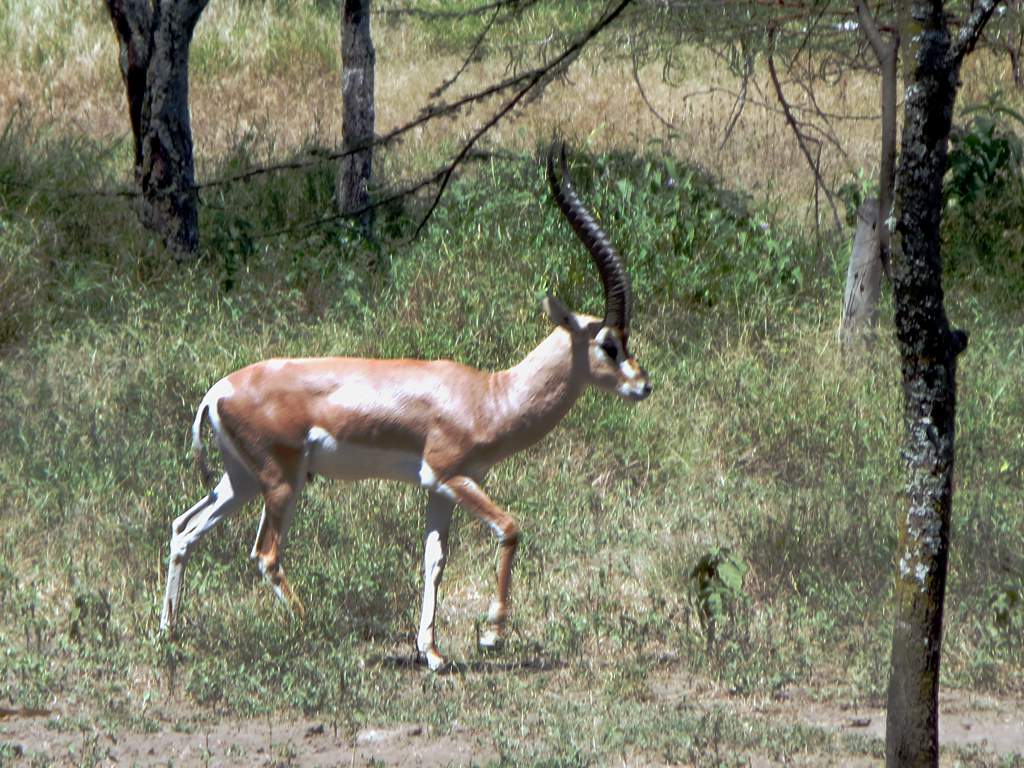
Газель
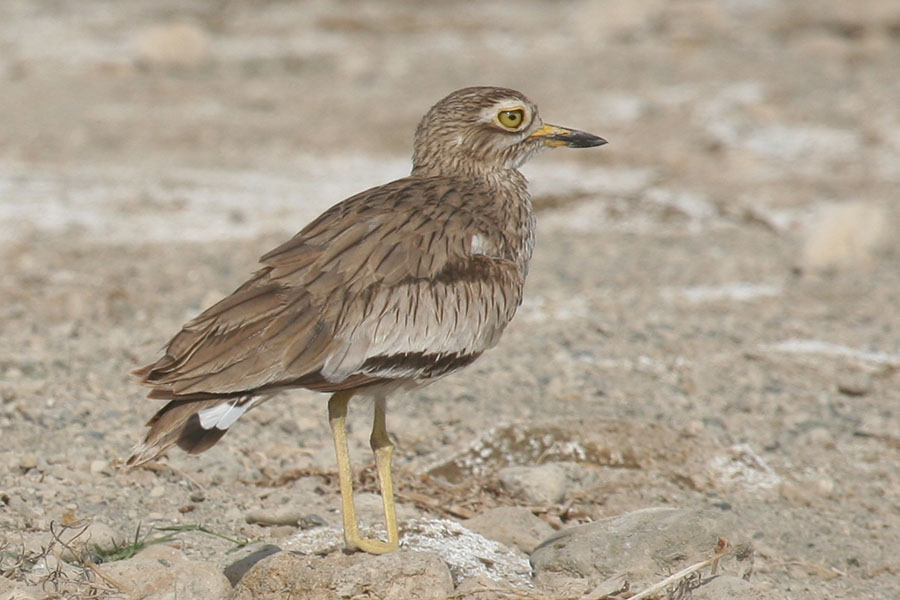
Сенегальская авдотка
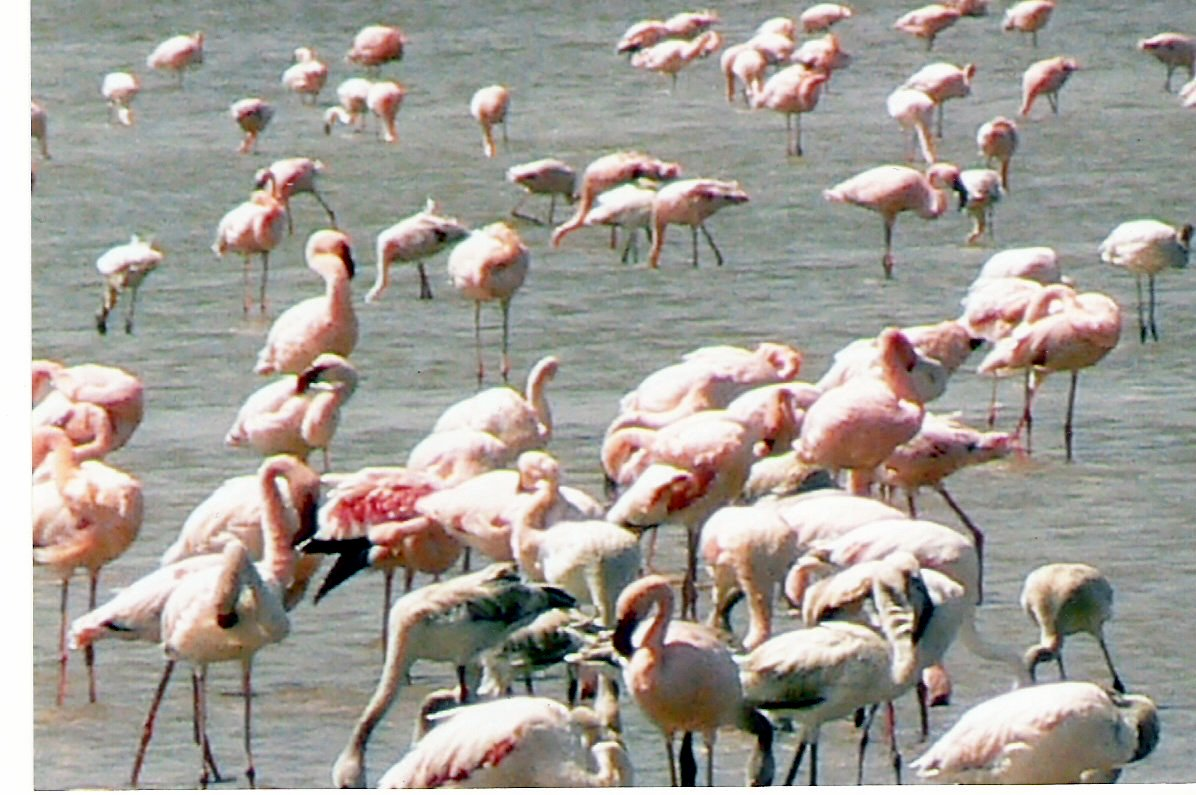
Фламинго